# Liste der Naturdenkmale in Kanzach
| Naturdenkmale | Anzahl |
| ------------- | ------ |
| FND           | 1      |
| END           | 0      |
| Gesamt        | 1      |

Die Liste der Naturdenkmale in Kanzach nennt die verordneten Naturdenkmale (ND) der im baden-württembergischen Landkreis Biberach liegenden Stadt Kanzach. In Kanzach gibt es insgesamt ein als Naturdenkmal geschütztes Objekt, es handelt sich um ein flächenhaftes Naturdenkmal (FND), es gibt kein Einzelgebilde-Naturdenkmal (END).
Stand: 1. November 2016.

## Flächenhafte Naturdenkmale (FND)
| Name                     | Bild | Kennung     | Einzelheiten                  | Position | Fläche Hektar | Datum |
| ------------------------ | ---- | ----------- | ----------------------------- | -------- | ------------- | ----- |
| Birkenallee              | BW   | 84260780002 | Bad Buchau, Kanzach, Moosburg | ⊙        | 1,5           |       |
| Legende für Naturdenkmal |      |             |                               |          |               |       |